# 経消し
経消し（きょうけし）は、隠れキリシタン（潜伏キリシタン）の儀式。仏教形式の葬式を仏僧が上げた後に、その経文の効果を打ち消すために行われた。

## 隠れキリシタンの葬儀
江戸時代は、寺請制度によって必ずどこかの寺に属し、檀那寺の僧侶によって葬式を行わなければならなかった。しかし、キリシタンにとってキリスト教式の葬式で送られた先祖はキリシタンの来世にいるはずであり、仏教式の葬式で送られれば仏教の来世に送られることになり、来世での再会ができなくなることを意味した。そこで考案されたのが、経消しのオラショ（キリシタンの祈禱）と、仏式とキリシタン式の二重の葬式だった。
葬式が営まれている間、仏教の経文の効力を消すキリシタンたちは別室で「経消しのオラショ」を唱え、葬式が終わった後に、棺を開けて頭陀袋や六文銭などの仏教にまつわる物を取り去ってからキリシタンの道具を入れ直してキリシタン式の葬式をするという二重の葬式が行われていた。これはキリスト教が禁じられていた潜伏期だけでなく、明治時代以降から現代に至るまで続けられ、檀徒が神社の氏子になった明治時代になってからは神道式の葬式で神主が祝詞をあげている間に、キリシタンの役職者が別室で集まってコンチリサンを7回、アベ・マリア33回を唱えるしきたりになっているところもあった。
カクレキリシタンの人々を実地に取材・調査した宮崎賢太郎によれば、「先祖が守ってきたやり方を、忠実に伝えていく」というのが彼らの信仰のあり方で、二重葬式を行うことに疑問を抱いてはいないということである。僧侶の側も、潜伏キリシタンたちが寺の門徒としての務めを果たし、良き民である限り、キリシタンだとわかっても放置していた。明治の世になり、カクレキリシタンから完全な仏教徒となった人たちの中には、昔からお寺に守ってきてもらった恩義があるからという人も少なくなかった。経消しの風習は、当初は仏教否定の気持ちから生まれたものかもしれないが、後にはキリシタン式・仏式のどちら葬式もともにご利益があると考えられ、二重の葬式における仏教否定の意識はなかった。
江戸時代に何度も潜伏キリシタンの存在が疑われた肥前国彼杵郡浦上村では、それまでは仏式の葬式の後で経消しのオラショを唱えていたが、幕末になって寺の僧侶を通さない葬式が行われた。これが信徒の発覚につながり、やがて浦上四番崩れの村民の総流罪へと発展していった。
平戸島の根獅子（ねしこ）では、死者が出ると「死人のオラッシャ」という枕経を唱え、死者の胸にカセグリを乗せ、オマブリを持たせた。それから寺に連絡して読経をしてもらい、2日目に仏式の葬式を営んだ。葬式が営まれる家の近所に「坊様宿（ぼんさまやど）」が取られ、僧侶が葬式に出かけた後、「水の役」が宿元になった家を祓い、その時に経消しを行った。葬式が終わった後、水の役の1人が一通りオラッシャを唱えて家の祓いを行った。
福江島の宮原では葬式を「送り」と呼び、1階で僧侶が読経をしている間、2階でキリシタンの役職者が集まってカクレ式の送りを同時に行っていた。現代になってからは必ずしも仏式は行われず、カクレ式だけで済ませることや、神道の神葬祭とカクレ式の両方をする人もいる。

## 経消しのオラショ
- 江戸時代に、高浜村（現・熊本県天草市）で唱えられていた「経消しのオラショ」

1805年（文化2年）に九州の天草で起きた天草崩れ（大勢の潜伏キリシタンの存在が発覚した事件）の取調べの記録に、オラショが記載されている。
- 新上五島町榊ノ浦郷月の浦で唱えられていたオラショ

仏式の葬式が行われている間、キリシタンの役職者たちは別の家で「お経消しのオラショ」を唱え、葬式が終わって僧侶が帰ってから隠れキリシタン式の葬送をしていた。
- 長崎市家野町で唱えられた「経消しの祈り」

仏僧が読経している間、婦人たちが死者の家より高い位置にある家に集まり、お経が死者の棺の中に入らないよう「垣より外。垣より外」と言い、経文の効果を消すための「経消しの祈り」を唱えた。

## 経消しの壺
隠れキリシタン（潜伏キリシタン）が葬式の際に使った「経消しの壺」と呼ばれるものが残されている。壺は、熊本県天草市の市立天草切支丹館に収蔵されたもの（県重要民俗文化財指定）のほか、先祖から伝わった物として個人の家で保管されていたものがある。
仏式の葬式をしている間、壺の前でひそかにオラショを唱え、壺の水をふりかけて経を消した、または葬式を済ませた後に仏式を消すために壺の中の聖水を使ったと伝えられている。水方の者がこの壺に唱文（しょうもん）を吹き込むことで、仏僧の経文の効果を消していたともいう。